# David Giuntoli
David Czarra Giuntoli (n. 18 iunie 1980, Milwaukee, Wisconsin) este un actor american. Este cel mai cunoscut pentru rolul detectivului Nick Burkhardt din serialul NBC Grimm. A mai jucat în filme ca 13 Hours: The Secret Soldiers of Benghazi sau Buddymoon.

## Filmografie

### Filme
| An   | Titlu                                     | Rol            | Note                          |
| ---- | ----------------------------------------- | -------------- | ----------------------------- |
| 2009 | Weather Girl                              | James          | Minor role                    |
| 2009 | ComedyPOPS                                |                | Short film                    |
| 2010 | Camera Obscura                            | Walter         | Short film                    |
| 2010 | Turn The Beat Around                      | Michael        |                               |
| 2011 | 6 Month Rule                              | Jared          | Minor role                    |
| 2012 | Caroline and Jackie                       | Ryan           |                               |
| 2016 | 13 Hours: The Secret Soldiers of Benghazi | Scott Wickland |                               |
| 2016 | Buddymoon                                 | David          | executive producer, co-writer |

### Televiziune
| An           | Titlu                                         | Rol                      | Note                                                              |
| ------------ | --------------------------------------------- | ------------------------ | ----------------------------------------------------------------- |
| 2003         | Road Rules: South Pacific                     | Himself                  | Regular cast member                                               |
| 2003         | Real World/Road Rules Challenge: The Gauntlet | Himself                  | Contestant/Winner                                                 |
| 2007         | Ghost Whisperer                               | Rick                     | Episode: "The Walk-in"                                            |
| 2007         | Veronica Mars                                 | Sneed Batmen Guy         | Episode: "Un-American Graffiti"                                   |
| 2008         | Nip/Tuck                                      | Evan                     | Episode: "August Walden"                                          |
| 2008         | Grey's Anatomy                                | Todd                     | Episode: "The Becoming"                                           |
| 2008         | Finish Line                                   | Turner                   | Television film                                                   |
| 2008         | Privileged                                    | Jacob Cassidy            | 5 episodes                                                        |
| 2008         | Eli Stone                                     | Scott Colby              | Episodes: "Waiting for That Day", "Should I Stay or Should I Go?" |
| 2008         | The Unit                                      | Major Paul Grand         | Episode: "Misled and Misguided"                                   |
| 2008         | Without a Trace                               | Seth                     | Episode: "Push Comes to Shove"                                    |
| 2008         | Cold Case                                     | Dean London '60          | Episode: "Wings"                                                  |
| 2009         | Crash                                         | Brad                     | Episode: "The Pain Won't Stop"                                    |
| 2009         | U.S. Attorney                                 | Andrew Moore             | unsold pilot                                                      |
| 2010         | The Quinn-tuplets                             | Martin Quinn             | unsold pilot                                                      |
| 2010         | The Deep End                                  | Jason Carpenter          | Episodes: "An Innocent Man", "White Lies, Black Ties"             |
| 2010         | Hot in Cleveland                              | Tyler                    | Episode: "Who's Your Mama?"                                       |
| 2010         | Private Practice                              | Daniel                   | Episode: "In or Out"                                              |
| 2011         | Love Bites                                    | Jordan                   | Episode: "Firsts"                                                 |
| 2011–present | Grimm                                         | Detective Nick Burkhardt | Main role                                                         |
| 2013         | Key & Peele                                   | Mack                     |                                                                   |